# Catarroja
Catarroja település Spanyolországban, Valencia tartományban. Catarroja Valencia, Albal, Alcàsser, Massanassa, Paiporta, Picanya és Torrent községekkel határos. Lakosainak száma 30 142 fő (2024).

## Népesség
A település népessége az utóbbi években az alábbiak szerint változott:
| Lakosok száma | 20 846 | 22 904 | 25 650 | 27 035 | 27 697 | 27 478 | 27 752 | 28 120 | 28 679 | 30 142 |
|               | 2001   | 2004   | 2007   | 2009   | 2012   | 2014   | 2017   | 2019   | 2022   | 2024   |